# Chloroclystis grisescens
Chloroclystis grisescens är en fjärilsart som beskrevs av Karl Dietze 1912. Chloroclystis grisescens ingår i släktet Chloroclystis och familjen mätare. Inga underarter finns listade i Catalogue of Life.